# RT-20P
Le RT-20P, était un missile balistique intercontinental (ICBM) expérimental, développé (mais non déployé) par l’Union soviétique pendant la guerre froide. Le système de contrôle a été conçu par le NPO « Electropribor » (Kharkiv, Ukraine). Il reçut le nom de code OTAN SS-15 Scrooge et portait l’indice GRAU 8K99. Le RT-20 a été le premier ICBM mobile conçu par l’Union soviétique. Sa plate-forme de lancement était basée sur le char T-10.

## Historique
À la fin des années 1950, l’URSS a commencé à étudier l’utilisation de moteurs-fusées à combustible solide et d’autres technologies modernes, telles que les turboréacteurs, dans les ICBM pour améliorer leurs performances. De 1961 à 1962, plusieurs concepts de missiles ont été proposés à l’OKB-586 et en 1963, le développement a été transféré à leur R&D, dans le but de créer un ICBM d’une masse totale ne dépassant pas 30 tonnes. La conception préliminaire du missile a été achevée en 1964 et les tirs d’essai des moteurs ont commencé en 1965. Le missile a effectué son premier vol d’essai le 27 septembre 1967. Des essais en vol du missile ont été effectués au 53e terrain d’essai de recherche scientifique (53e NIIP) à partir d’octobre 1967. Le développement du missile a été interrompu le 6 octobre 1969, en raison de la réticence des forces de fusées stratégiques à travailler avec un missile contenant à la fois du propergol liquide et du propergol solide.
Bien qu’il n’ait jamais été déployé, le missile a servi de base à d’autres ICBM mobiles, tels que le RT-21 Temp 2S et le RT-2PM Topol.

## Opérateur
- Union soviétique : La Forces des missiles stratégiques de la fédération de Russie était le seul opérateur du RT-20.